# Social service
Social service avser inom socialpolitiken och socialtjänsten sådan samhällsservice som inte specifikt har med enskilda människors särskilda behov att göra i sitt verksamhetsområde. Den sociala servicen vänder sig till större grupper och innehåller allt från exempelvis bokbussar, bibliotek, barnomsorg, äldreomsorg, utbildning, hälsovård, gratis skolmat, bostadsförsörjning med mera. Målen med en social service kan vara att utjämna sociala klyftor och motverka socialt utanförskap för att uppnå en högre grad av social sammanhållning.[källa behövs]